# Rivière Marquis
Rivière Marquis är ett vattendrag i Kanada.   Det ligger i provinsen Québec, i den sydöstra delen av landet, 300 km norr om huvudstaden Ottawa. Rivière Marquis ligger vid sjön Lac Guéguen.
I omgivningarna runt Rivière Marquis växer i huvudsak blandskog. Trakten runt Rivière Marquis är nära nog obefolkad, med mindre än två invånare per kvadratkilometer.